# ら・ら・ら
「ら・ら・ら」は、1995年2月20日にリリースされた大黒摩季の10枚目のシングル。

## 概要
テレビ朝日 (ANB)系ドラマ『味いちもんめ』の主題歌となった。
オリコンチャートでは前作に引き続き2作連続の1位獲得。シングルでは自身3作目のミリオンセラーかつ最大の売上を記録した。累計枚数は約134万枚。
大ヒットの理由は、恋人との長い春に決着をつけたい女心を綴った歌詞が、当時「結婚適齢期」という言葉に縛られがちだった女性の共感を集めたためだと言われる。
デビュー以来母と一緒に歌える『最上級の鼻歌』を作りたがっていた大黒は、10枚目のシングルとしてそれが実現するチャンスが巡ってきたため、「そろそろ、観客も一緒にみんなで歌えるものを作ろう」とプロデューサーらと話し合い、満を持して曲づくりに取り組んだ。
サビの歌詞が中々浮かんで来なかったが、仮の歌詞の「ららら」で歌っているうちに、「『ららら』が一番しっくりくる」とひらめいたという。
一方で、『BEST OF BEST 1000 大黒摩季』のライナーノーツには「最初大黒が書いた歌詞を最初の一行を除き、プロデューサーの長戸大幸がすべて書き換えた」という記述がある。
ライヴのラストに歌われることが多く、サビの部分を観客と共に歌うパフォーマンスを行い、「みんなの歌声を録音して老後の楽しみにする」とも語っている。
カップリングの「恋はメリーゴーランド (English Version)」はテレビ朝日系『CNN HEADLINE』のテーマ曲に使用された。なお1番の歌詞は全編英語詞で、英訳詞は「CNN HEADLINE」の司会や「CD NEWS」のMCも務めていた、浜家優子が担当した。
「恋はメリーゴーランド」は「LA.LA.LA」ではオリジナルバージョンとして収録され、以降の収録アルバムでも全てオリジナルバージョンとしての収録であるため、English Versionが聴けるのは発売当時のシングルのみである。
2017年の神宮外苑花火大会が行われた神宮球場での大黒のライヴで、大トリを務め花火が打ち上がる直前に歌われた。
2021年に開催された、多くのアニメファンが集まる「Animelo Summer Live 2021 -COLORS-」で鈴木雅之、スタァライト九九組らと歌唱。定番の「ららら」の合唱は、新型コロナウイルス感染症対策の中での開催のため、マスク着用によるハミングはOKと大黒自身からも告知され、さいたまスーパーアリーナに観客のハミングが響き渡った。
2021年9月11日に放送された長戸大幸とばんばひろふみがパーソナリティーを務めるラジオ番組『OLDIES GOODIES』(FM滋賀 e-radio 12:00～12:55)にて本楽曲中の「恋愛中ってもっと楽しいと思ってた」という歌詞はZARDの坂井泉水が考えたもので、それを長戸が使用したという事実が明かされた。

## 収録曲
1. ら・ら・ら
作詞・作曲:大黒摩季　編曲:葉山たけし
コーラスには大黒本人の他に、近藤房之助、FEEL SO BADの川島だりあ、当時TWINZERの生沢佑一、永井"ホトケ"隆、編曲者の葉山らが参加している。
2. 恋はメリーゴーランド(English Version)
作詞・作曲:大黒摩季　編曲:葉山たけし
3. ら・ら・ら（オリジナルカラオケ）
4. 恋はメリーゴーランド(English Version)（オリジナルカラオケ）

## 参加ミュージシャン
- 葉山たけし - ギター (#1,2), ベース、コーラス (#1)
- 勝田一樹 (DIMENSION) - サックス (#2)
- 小野塚晃 (DIMENSION) - エレクトリックピアノ (#2)
- 近藤房之助 - コーラス (#1)
- 永井"ホトケ"隆 - コーラス (#1)
- 生沢佑一 (TWINZER) - コーラス (#1)
- 川島だりあ (FEEL SO BAD) - コーラス (#1)
- IKKIES (BMF) - コーラス (#1)
- SHINKOHKAI GALs - コーラス (#2)
- 大黒摩季 - コーラス (#1,2)

## 収録アルバム
恋はメリーゴーランドはいずれもOriginal Versionでの収録。シングルバージョンはアルバム未収録。
- LA.LA.LA (#1,2)
- BACK BEATs ＃1 (#1,2)
- MAKI OHGURO BEST OF BEST〜All Singles Collection〜 (#1)

シングルバージョンのほか、Live Versionも収録。
- LIVE BEST CONTAINS 16 BEST LIVE TRACKs!! (#1, Live Version)
- BACK BEATs ＃2〜Maki Ohguro&Staff Works〜 (#1, Live Version)
- complete of 大黒摩季 at the BEING studio (#1)
- weep〜maki ohguro The Best Ballads Collection〜 (#1, "Peace Out" ver.)
- TEARS 〜J-POP SELECTION〜 (#1)
- BEST OF BEST 1000 大黒摩季 (#1)
- 大黒摩季 BEST HITS (#1)
- GOLDEN☆BEST 大黒摩季 (#1, "Peace Out" ver.)
- PORTRAIT RED SELF COVER BEST WOMAN (#1, "Peace Out" ver.)
- MILLION 〜BEST OF 90's J-POP〜 RED (#1)
- Greatest Hits 1991-2016 〜All Singles +〜 (#1,2)
- LUXURY 22-24pm & 4 you (#1, Christmas ver.)
- BACK BEATs ＃30th Anniversary -SPARKLE- (#1)

シングルバージョンのほか、Sweet Angel♡ ver.とYOHEY TSUKASAKI & Orquesta De La Luz "LA・LA・LA" Letʼs Hit The Rainbow Beach, Salsa Mixを収録。

## カバー
ら・ら・ら
- Ms.OOJA - カバーアルバム『WOMAN 2 〜Love Song Covers〜』（2014年11月26日発売）に収録。
- 華原朋美 - 「ら・ら・ら feat. 大黒摩季」のタイトルでカバー。カバーアルバム『MEMORIES 3 -Kahara Back to 1995-』（2015年12月2日発売）に収録[5]。
- DISH// - 2ndアルバム『召し上がれのガトリング』（2016年12月14日発売）に収録。
- 大橋純子 - カバーアルバム『Terra3〜歌は時を越えて〜』(2019年5月22日発売)にボーナストラックで収録。